# ティーホン (モスクワ総主教)
モスクワの聖ティーホン（ロシア語: Св. Тихон, патриарх Московский, 1865年1月31日（旧暦1月19日） - 1925年4月7日）は、モスクワ総主教であり正教会で崇敬される聖人（表信者・新致命者）。俗名はヴァシーリイ・イヴァノヴィチ・ベラヴィン（ロシア語: Василий Иванович Беллавин）。
モスクワ総主教座がピョートル1世により1721年に廃止され、聖務会院制が敷かれていたロシア正教会に、ロシア地方公会によってモスクワ総主教座が1917年に復活した際、復興されたモスクワ総主教座に最初に着座した。ロシア革命以降、ボリシェヴィキ政権（ソビエト連邦）による宗教弾圧への対応と教会の守護に苦心し、苦難の中に致命した。
アメリカ合衆国での教区を管轄して教区の発展に尽力した経歴もあることから、現代アメリカの正教会でも重要な聖人として崇敬されている。

## 生涯

### 前半生
トロペツ郡の司祭の家に、ヴァシーリイの名で1865年に生まれた。少年時代から篤い信仰を持ち、柔和で謙遜であったと伝えられている。
1878年から1883年まで、ヴァシーリイはプスコフ神学校で学んだ。学友からその謙虚な人柄と学識で人望と尊敬を得ており、「主教」とか「総主教」といった渾名で呼ばれてすらいた。
1888年、23歳の時にサンクトペテルブルク神学大学を卒業する。プスコフ神学校に戻り、倫理神学と定理神学を教え、ここでも人望を集めた。26歳の時に修道士となる。修道士剪髪式の際には、町中から人が集まった。この時、修道名である「ティーホン」を、ザドンスクの聖ティーホンにちなんで与えられた。1892年にホルム神学校に移り、掌院に昇叙された。
1897年10月19日、ルビン主教に叙聖され、ホルムに戻って1年間、ホルム主教区の副主教を務めた。精力的な仕事ぶりに、教区ではロシア人信徒のみならず、リトアニア人、ポーランド人からも好感をかちえた。

### 主教として - 北米・ヤロスラヴリ・ヴィリニュス

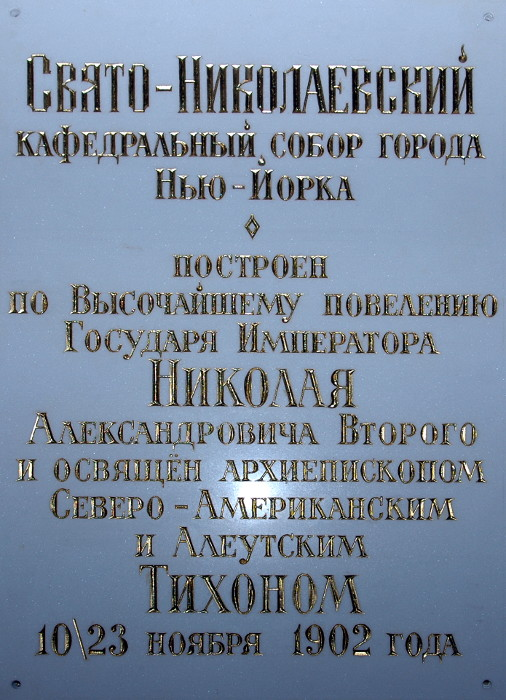
ニューヨークの聖ニコライ大聖堂、ティーホン主教による成聖を示す銘板

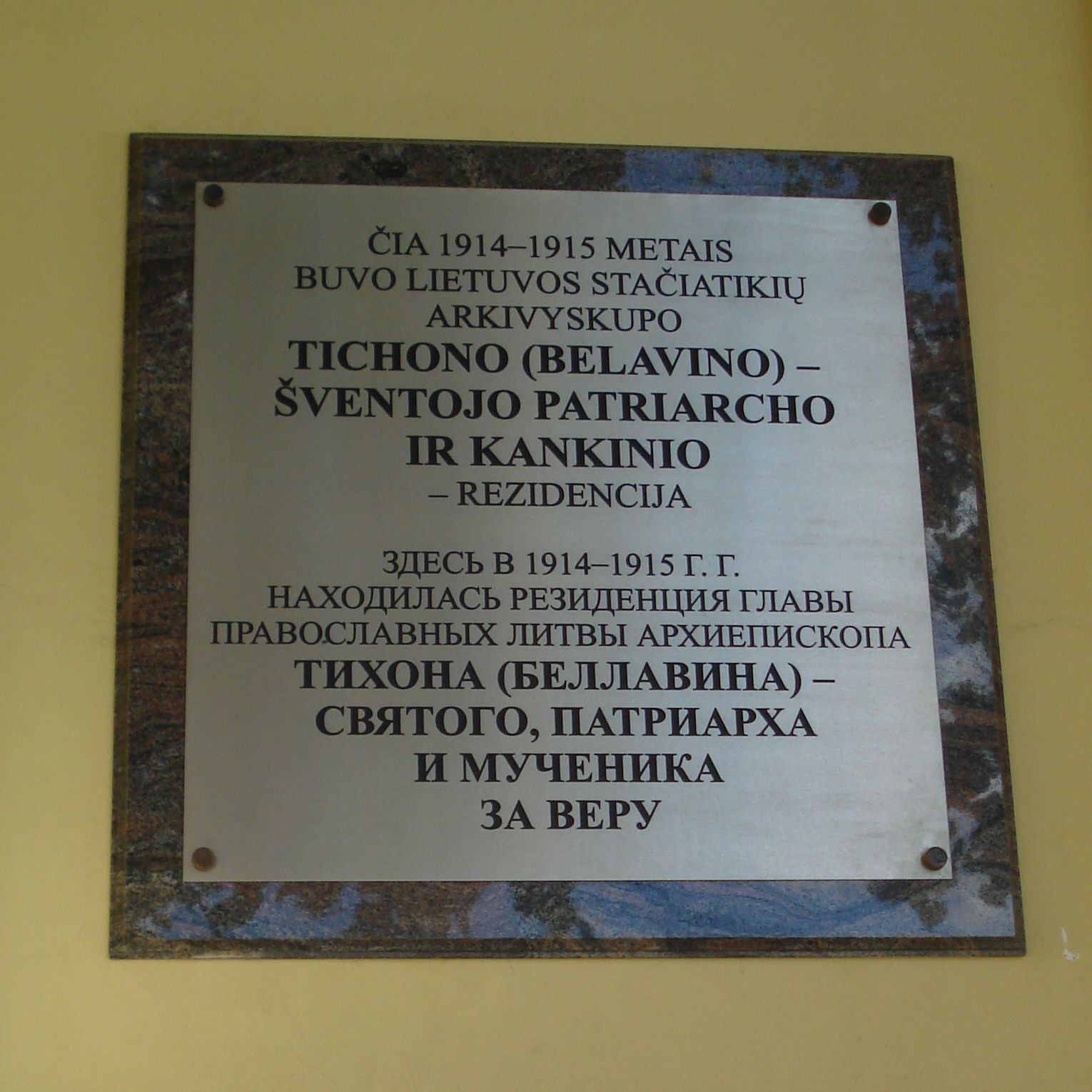
ヴィリニュス、聖ティーホンを記念する銘板

1898年9月14日、ティーホン主教はアリューシャンおよびアラスカの主教となった。アメリカの正教会の首座として精力的に働き北米での教勢の拡大に努めた結果、1900年に、教区は「アリューシャンおよびアラスカ教区」から「アリューシャンおよび北米教区」に変更された。ここでもティーホン大主教は人望を得ていた。
1901年5月22日、ティーホンはニューヨークに聖ニコライ大聖堂の基礎を成聖し、さらに他にも教会を設立した。1902年11月9日、ブルックリンにシリア人正教徒移民のために聖ニコライ教会を成聖、2週間後にニューヨークの聖ニコライ聖堂を成聖した。
1905年、北米主教区は大主教区に格上げされ、ティーホンも大主教となった。同年6月、ニューヨークに聖ティーホン修道院が設立・成聖された。
1907年にロシアに帰り、1913年までヤロスラヴリ教区を管轄。ここでも人々から好感をもたれたティーホンは、ヤロスラヴリから名誉市民の称号を受けている。
1913年12月22日、リトアニアのヴィリニュスに移り、教区を管轄。慈善事業に力を入れた。

### モスクワ総主教として

#### 選立 - 着座
2月革命後、ティーホンは新たに組織された聖シノドのメンバーとなった。1917年8月15日には、府主教に昇叙された。帝政時代からの長年の準備の末に1917年に開催されたロシア地方公会においては議長に選ばれた。このロシア地方公会では、聖務会院制によって歪められた教会秩序を教会法に則り回復することと、教会の改革が目指されていた。
この公会議で議題となった、本来の総主教制を復活させることについては、正教会にとって変則的な聖務会院制度下に統制されるロシア正教会の状況を改善するにあたり、総主教に全権を預ける見解、総主教座の復活そのものに反対し公会議により教会運営を行うべきであるとする見解、総主教座は全聖職者と信徒を代表する立場であるとする見解といった、大きくまとめて三つの意見が出されていた。

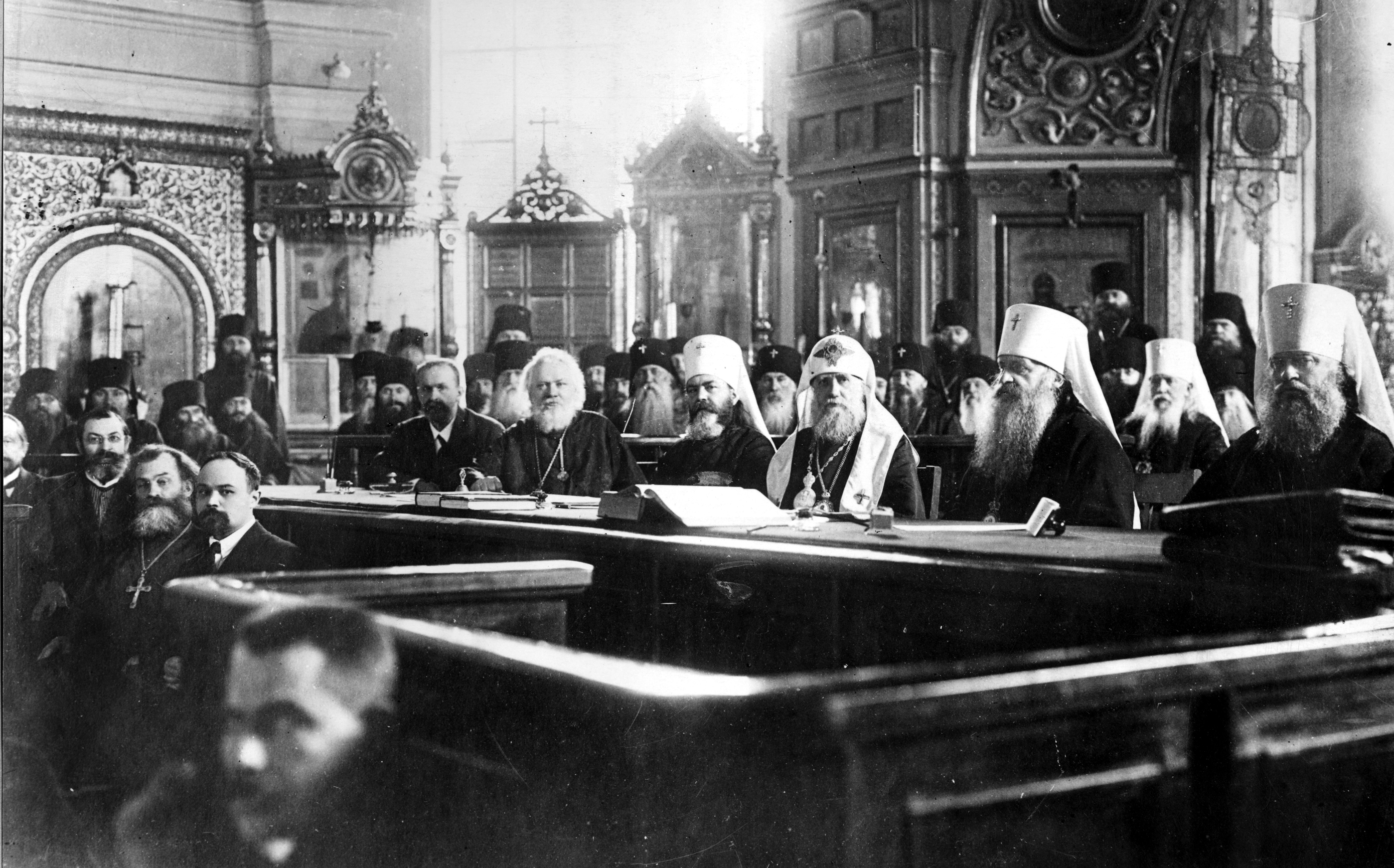
聖ティーホンがモスクワ総主教に着座した直後の時期の、ロシア正教会の最高幹部達。クーコリを着用しているのが聖ティーホン（前列右から3人目、他の白いクロブークを被っているのは府主教達、1917年撮影）

この時の公会議の決議には、強権的な改革を行って古儀式派との教会分裂を引き起こしたニーコン総主教時代や、総主教不在の聖務会院時代といった、教会にとっての苦い体験を繰り返さないという決意が反映されている。教会は独裁主義でもなければ民主主義でもなく、総主教座はこの世の政治的な理解を越えるところにあり、総主教座は神品と信徒の気持ちが具現化したものであるとされた。ティーホンは、総主教座は聖職者と信徒の信仰の代表であるべきであると考えていた。
具体的に総主教を選出するにあたっては、3人の候補者を選挙で選び、その中から籤で当選者を選ぶ方式がとられた。これは人の意志と神の意志を反映させる趣旨によるものであり、教会における候補選出の際のくじ引きについては、新約聖書（聖使徒行實1:26）に記述されたマティアの選出に先例が見出される。
救世主ハリストス大聖堂で、イコン『ウラジーミルの生神女』の前でくじ引きが行われ、3人の候補者の中で第2位の得票数を得ていたティーホンが、くじ引きの結果モスクワ総主教に選出された。
総主教に着座した後も、その柔和で謙遜な人柄はいささかも変わることがなかった。

#### ボリシェヴィキによる宗教弾圧への抵抗

ロシア・ボリシェヴィキによる教会財産の接収。 Ivan Vladimirov作。

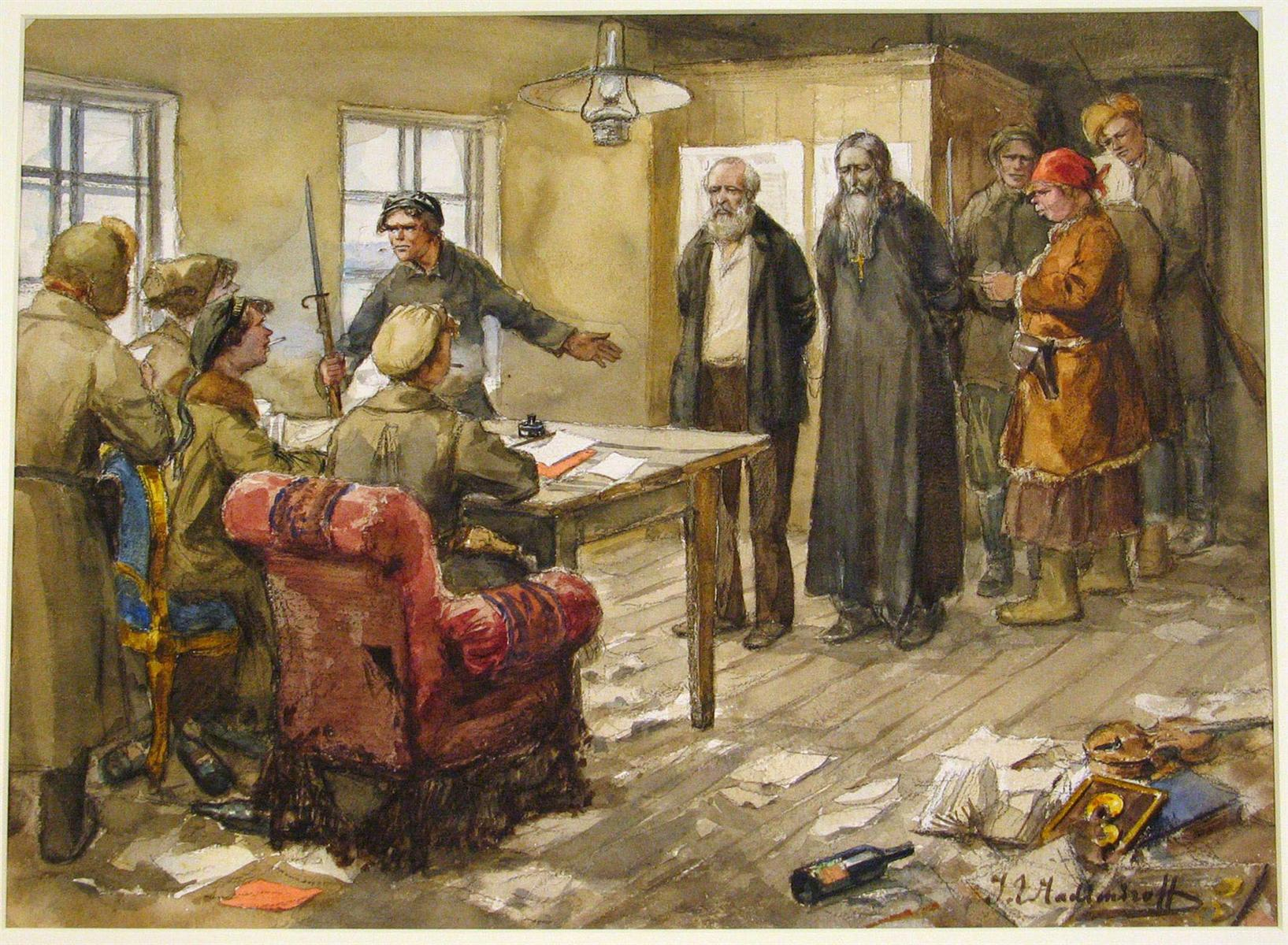
ロシア・革命派によって死刑を宣告される聖職者と地主。 Ivan Vladimirov作。

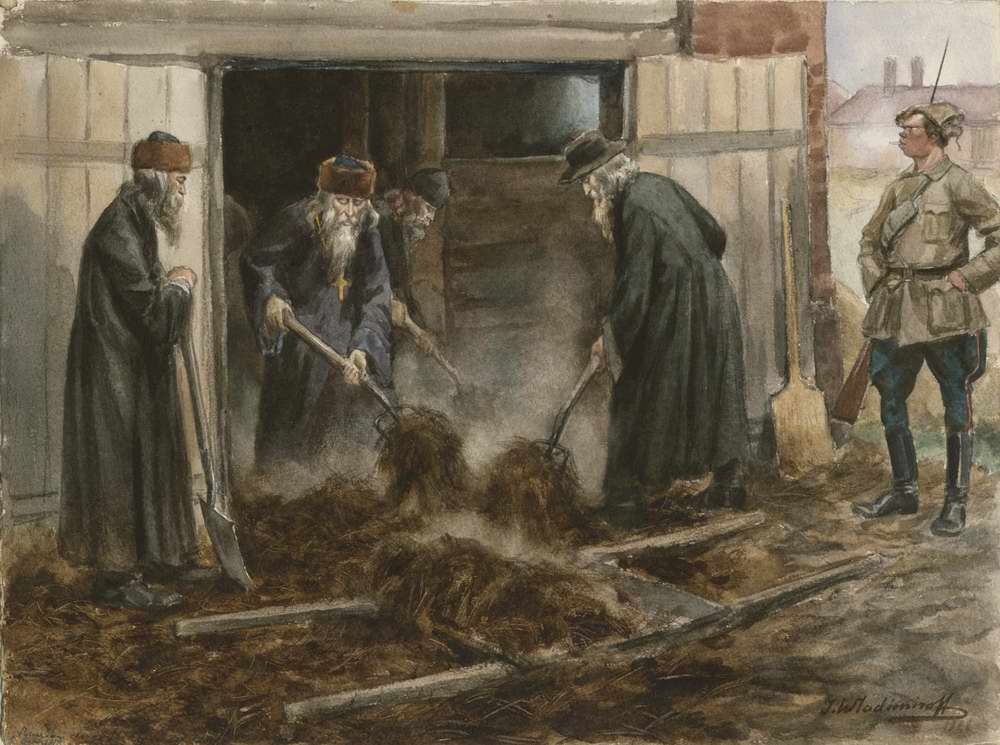
ロシア・ボリシェヴィキの命令で強制労働に従事する聖職者。 Ivan Vladimirov作。

おりしもロシア革命の嵐が吹き荒れる中、聖務会院制から解放された新しい活動に動き出している教会の姿を実感しつつ指導に当たっていたティーホンは、当初ボリシェヴィキに対して厳しい態度をとった。ボリシェヴィキが教会財産の没収を行い、神品・信徒に対して暴行・略奪を行っていることに対して抗議を行い、信徒に対しては無神論者を聖堂に入れないように指示をし、ボリシェヴィキが行いを改めない場合には破門することまで示唆した。
ボリシェヴィキはその名（ボリシェヴィキは「多数派」の意）に反して、決して多数国民の支持を得ていた訳ではなく、臨時政府の結束の無さの間隙を突いて武力で政権を奪取したに過ぎない存在であった。無神論者である自分たちが破門されることは自らの心理的には痛痒は無いものの、ボリシェヴィキに対する国民からのイメージが破門によってさらに悪化すること、さらに教会が地方の農民と結びつき、さらに白軍と結びつく危惧の存在は、ボリシェヴィキにとって脅威であった。ティーホン総主教は帝政復活を考えていた訳ではなかったが、一信徒としての皇帝ニコライ2世一家に対して領聖が出来るように配慮し、銃殺された後には埋葬式を行ったことも、ボリシェヴィキの神経を逆撫でした。
ボリシェヴィキは、ティーホン総主教の態度への報復として、各地で聖職者・修道士・信徒を投獄した。こうした中、ティーホン総主教の身に危険が迫っているのに対し、信徒代表者達は総主教の護衛を買って出た。聖務会院制のもと国家宗教として機能するのみの腐敗したロシア正教会は、弾圧すればあっさり瓦解する、そのように考えていたボリシェヴィキにとり、過酷な弾圧が開始されたのにもかかわらずロシア正教会が強固に存続し続けることは大きな誤算であった。
ボリシェヴィキが長期的に政権を握り続けること、ボリシェヴィキによる宗教弾圧が想像以上に残酷さの様相を強めていくことを認識するに至ったティーホンは、政権に対する姿勢を緩和した。聖職者に対しては政治に関わらないように指示したが（これは内戦における中立を指示するのと同義）、ボリシェヴィキの教会に対する弾圧はますます強まっていった。
焦りを感じるボリシェヴィキ政府は、飢饉救済のためと称して奉神礼に使用する聖器物の押収を開始した。これに対しティーホンは、必要最低限の聖器物以外は供出するように信徒に呼びかけたが、「必要最低限の聖器物以外」の部分だけをボリシェヴィキはプロパガンダに利用した。異なる教派であるローマ教皇からの聖器物の代替となる金額を用意する提案も無視して、さらに聖器物押収を強化した。これら押収された貴金属が飢饉救済に使われたのかどうか、その使途は不明である。レーニンは、飢餓救済のためではなく国家の外貨準備のためにこの押収を行ったと政治局内部で公言していた。
1921年から1923年にかけてだけで、主教28人、妻帯司祭2691人、修道士1962人、修道女3447人が処刑された。

#### 幽閉 - 永眠

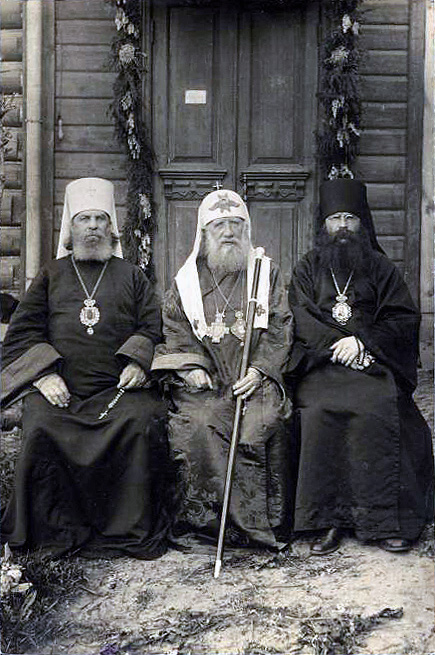
永眠の前年（1924年）に2人の主教と撮影。左：ペトル・クルティツキイ府主教、右：フェオドル・ポズデエフスキイ大主教。両主教はともに1937年に銃殺された。3人とも新致命者として列聖されている。

1922年4月、共産党書記局はレーニンの主張により、ティーホンに対し死刑の極秘判決を下した。6月に、ティーホン総主教は自宅に幽閉された。総主教が幽閉されたことで、ロシア正教会内の急進的なグループが分派を形成する。「生ける教会」を称した彼らは、教会の分裂を期待するボリシェヴィキ政権の後押しを得て勢力拡大に努めたが、同運動は結局人望も学識もない指導層の運動に終わって下火となった。
1923年4月、レーニンの病状悪化の後、ジェルジンスキーはティーホンの死刑の延期を主張した。宗教問題の実権が強硬派のトロツキーから慎重派のカーメネフに移り、1923年6月16日ティーホンが「ソビエト権力の敵ではない」との書簡を公表した後、同月25日最高裁は逮捕拘束を解いた。こうしてティーホンは死刑をまぬかれた。生ける教会運動による教会分裂の計画が失敗に終わったため、ボリシェヴィキはティーホン総主教を解放、再びティーホンを交渉相手とすることを企図したが、ティーホンにとっては教会維持のための難しい交渉の日々が続いていった。亡命者たちによって構成されていた在外ロシア正教会が国外で帝政復活の支持を宣言して白軍を支援していたことも、ロシア正教会およびティーホン総主教の立場を悪化させた。
1924年、体調を崩して入院したが、主日（日曜日）およびその他の教会の祭日には、病院を一時退院して奉神礼の司祷にあたっていた。1925年4月7日、最後の聖体礼儀を司祷した日の夜、少し眠った後に起きた総主教は時刻をたずね、午後11時45分との答えを聞いた後、「主よ、光栄は爾に帰し、光栄は爾に帰す」と唱えて十字を2回画き、永眠した。3回目を画く時間は残されていなかった。この日は生神女福音祭の日であった。ティーホンは遺言でソビエト当局に対する忠誠を誓ったと公表されたが、この遺言が本物であるかどうかについては直後に疑問が持たれ 、いまだに結論は得られていない。
ティーホンの総主教在位は7年半におよんだ。過酷な宗教弾圧の吹き荒れるソ連時代初期にあって、正教会の守護・維持に努めた日々であった。

## 列聖
1989年に列聖された。失われたと思われていた不朽体はドンスコイ修道院から1992年に発見された。